# Dolopia

Dolopia come regione della Tessaglia.

Dolopia è un'antica regione della Grecia, situata fra Epiro, Tessaglia, Etolia.
Durante la seconda delle guerre persiane si alleò con Serse I che voleva vendicare il padre Dario I. Fu poi sottomessa ad Alessandro di Fere. Nel 344 a.C. i Dolopi si allearono con Filippo II di Macedonia, quindi presero parte alla Lega etolica che stava contrastando l'espansionismo macedone.